# Dulu-Schlacht
Die sogenannte Dulu-Schlacht (chinesisch 渡瀘之役 / 渡泸之役, Pinyin Dulu zhi yi bzw. 渡瀘戰役 / 渡泸战役,  Dulu zhanyi) fand im Jahr 801, dem 17. Jahr der Zhenyuan-Ära der Tang-Dynastie, in Yunnan statt. Darin kapitulierten Truppen des arabischen Reichs (Dashi) und der Tibeter (Tubo) vor der Tang-Armee.
Es sollen 20.000 Gefangene gemacht worden sein, darunter viele Muslime, die sich später im Gebiet von Sichuan und Yunnan niederließen.
In den chinesischen Geschichtswerken Neue Geschichte der Tang-Dynastie (Xin Tangshu, j. 222: Nanzhao) und Alte Geschichte der Tang-Dynastie (Jiu Tangshu, j. 198: Dashi) wird über die Ereignisse berichtet.